# Hillsboro (Maryland)
Hillsboro és una població dels Estats Units a l'estat de Maryland. Segons el cens del 2000 tenia 163 habitants.

## Demografia
Segons el cens del 2000, Hillsboro tenia 163 habitants, 71 habitatges, i 45 famílies. La densitat de població era de 449,5 habitants/km².
Dels 71 habitatges en un 29,6% hi vivien nens de menys de 18 anys, en un 52,1% hi vivien parelles casades, en un 8,5% dones solteres, i en un 36,6% no eren unitats familiars. En el 29,6% dels habitatges hi vivien persones soles l'11,3% de les quals corresponia a persones de 65 anys o més que vivien soles. El nombre mitjà de persones vivint en cada habitatge era de 2,3 i el nombre mitjà de persones que vivien en cada família era de 2,71.
Per edats la població es repartia de la següent manera: un 20,9% tenia menys de 18 anys, un 9,8% entre 18 i 24, un 33,1% entre 25 i 44, un 23,3% de 45 a 60 i un 12,9% 65 anys o més.
L'edat mediana era de 37 anys. Per cada 100 dones de 18 o més anys hi havia 87 homes.
La renda mediana per habitatge era de 29.583 $ i la renda mediana per família de 35.500 $. Els homes tenien una renda mediana de 29.167 $ mentre que les dones 20.000 $. La renda per capita de la població era de 16.318 $. Cap de les famílies i el 9,5% de la població estaven per davall del llindar de pobresa.

## Poblacions més properes
El següent diagrama mostra les poblacions més properes.